# Darlington (Wisconsin)
Darlington è una città degli Stati Uniti d'America, situata in Wisconsin, nella Contea di Lafayette, della quale è anche il capoluogo.